# آواز غمگین برای من نخوان
آواز غمگین برای من نخوان (انگلیسی: No Sad Songs for Me) فیلمی در ژانر درام به کارگردانی رودولف ماته و با بازی مارگارت سولاوان به عنوان آخرین فیلمش به عنوان زنی در حال مرگ از سرطان است که در سال ۱۹۵۰ منتشر شد.
این فیلم در بخش بهترین موسیقی در سال ۱۹۵۱ نامزد دریافت جایزه اسکار بود.

## بازیگران
- مارگارت سولاوان
- وندل کوری
- ویوسا لیندفورش
- ناتالی وود
- جان مک‌اینتایر
- ریچارد کواین
- آن دران
- جانت نولان
- مارگو وود